# Річія сиза
Річія сиза (Riccia glauca) — вид маршанцієвих печіночників родини річієвих (Ricciaceae).

## Поширення
Вид поширений по всьому світі. В Україні зустрічається повсюдно крім високогір'я Карпат. Росте на вогких польових ґрунтах.

## Опис
Слань має вигляд дрібної (1,2-1,5 см у діаметрі), майже круглої розетки зеленого або синьо-зеленого кольору. Черевні луски (амфігастрії) безбарвні, рідше червонуваті, рано руйнуються.